# Майкл Б. Джордан
Майкл Бекарі Джордан (англ. Michael Bakari Jordan; нар. 9 лютого 1987, Санта-Ана, Каліфорнія, США) — американський актор. Знаний за ролями в серіалах «Дроти» (2002), «Нічні вогні п'ятниці» (2009—2011), «Батьківство» (2010—2011). Виконав головні ролі у драмі «Станція Фрутвейл» (2013), серії боксерських фільмів «Крід» (2015—2023), супергеройському фільмі «Чорна Пантера» (2018) та фільмі жахів «Грішники» (2025).

## Біографія
Народився в Санта-Ані, штат Каліфорнія і виріс в місті Ньюарк, штат Нью-Джерсі в сім'ї Донни і Майкла А. Джордана. Був названий на честь баскетболіста Майкла Джордана, друге ім'я, Бакарі, що в суахілі означає «хороша новина». Він є середнім з трьох дітей. Його старша сестра, Джаміла, працює на виробництві, а молодший брат — Халід — футболіст Говардського університету.
Джордан з сім'єю провів два роки у Каліфорнії, а потім переїхав до Ньоюарка, де навчався в місцевій школі мистецтв. Він не планував стати актором, тому й почав працювати в місцевих компаніях. Майкл займався створенням спортивних товарів для Modell's і Toys «R» Us. Після закінчення серіалу «Нічні вогні п'ятниці» Джордан жив у квартирі в Остіні, де проводились зйомки.

## Кар'єра
Розпочав свою акторську кар'єру в 1999 році, коли з'явився в окремих епізодах телесеріалів «Косбі» і «Сопрано». Вперше зіграв головну роль у 2001 році у фільмі «Хардбол», в якому знімався також і Кіану Рівз. У 2002 році отримав більше уваги, граючи невелику, але вирішальну роль Воллеса в першому сезоні серіалу «Дроти». У березні 2003 року він приєднався до акторського складу «мильної опери» «Всі мої діти», в якому до червня 2006 року грав роль Реджі Портера Монтгомері.

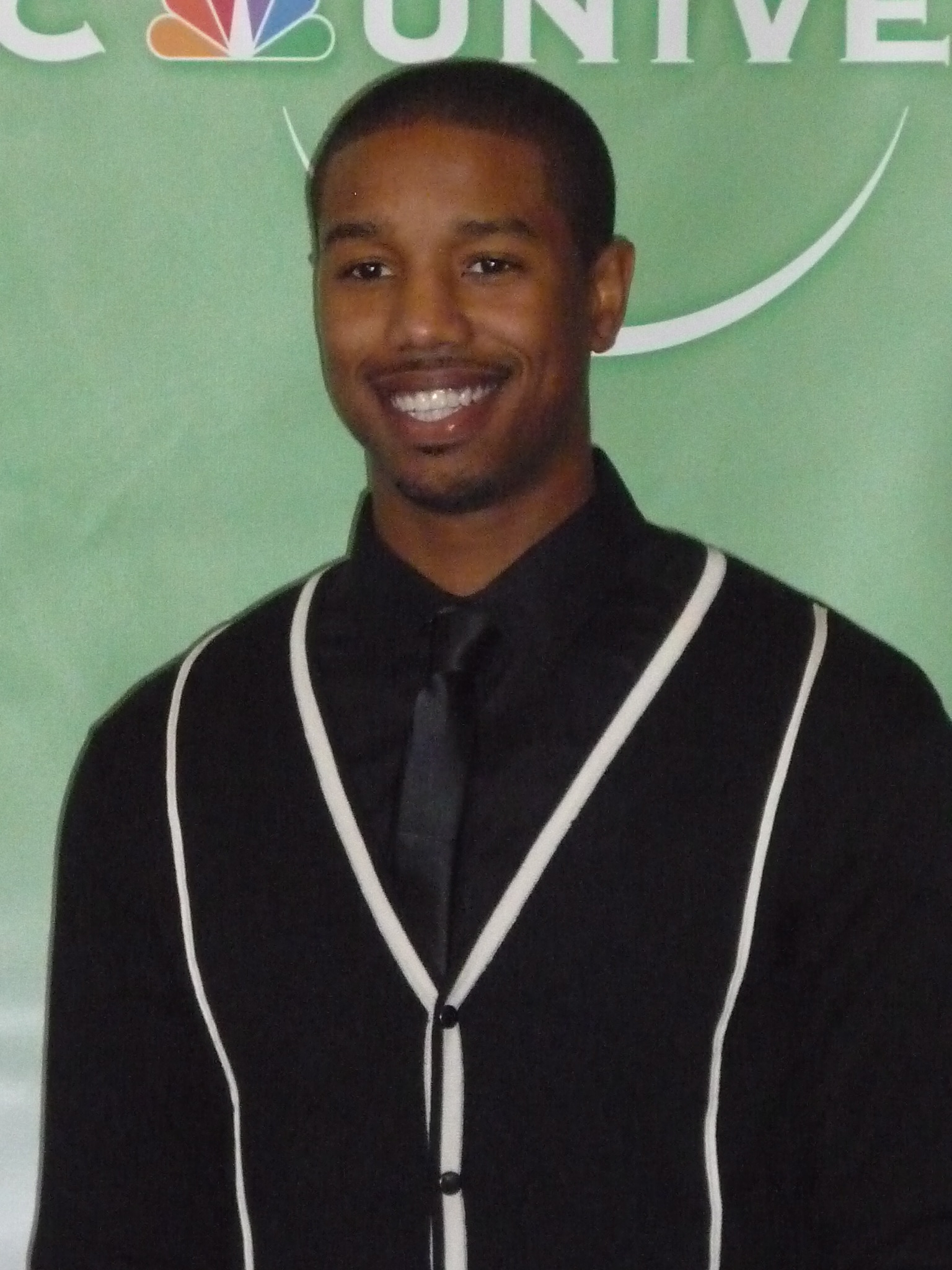
У 2008 році

З'явився в епізодах таких серіалів, як «CSI: Місце злочину», «Без сліду» та «Мертва справа». Після цього отримав роль в незалежному фільмі «Помутніння розуму», а також знявся в головній ролі в комедійному серіалі «Асистенти». У 2008 році з'явився в кліпі на пісню «Did You Wrong» репера Pleasure P. У 2009 році був запрошеним актором в популярному серіалі «Чорна мітка», а в 2010 році — в серіалі «Закон і порядок: Злочинний намір».
У 2009 році почав зніматися в головній ролі в драматичному серіалі «Нічні вогні п'ятниці». У 2010 році був внесений до списку «55 осіб майбутнього» американського журналу Nylon Magazine. У тому ж році отримав постійну роль в серіалі «Батьківство». Сайт BuddyTV поставив Джордана на 80-е місце в списку «Найсексуальніших чоловіків телебачення 2011 року». У 2011 році озвучив Джейса Стреттона у відеогрі Gears of War 3.
У 2012 році знявся у військовій драмі «Червоні хвости», а також зіграв головну роль у фільмі «Хроніка» і став запрошеним актором в епізоді серіалу «Доктор Хаус». У 2013 році, після головної ролі Оскара Гранта в фільмі «Станція Фрутвейл», кінокритик з The Hollywood Reporter, Тодд Маккарті, назвав Джордана «молодим Дензелом Вашингтоном». Після цієї ролі Джордан також був відзначений журналами People і Variety. Журнал Time назвав його одним з 30-ти людей у віці до 30 років, які змінюють світ. Джордан озвучив персонажа в мультсеріалі «Ліга справедливості: Парадокс джерела конфлікту».
У 2014 році знявся в головній ролі у фільмі «Цей незграбний момент» з Заком Ефроном і Майлзом Теллером. У 2015 році знявся в ролі Джонні Шторма, людини-факела в «Фантастичній четвірці».
Джордан грав головну роль Адоніса Кріда, сина боксера Аполлона Кріда в серії фільмів «Крід» (2015—2023). Джордан готувався до своєї ролі як боксер, провівши один рік суворої фізичної підготовки. У нього не було дублера під час зйомок і Джордан був зазвичай закривавлений і в синцях, коли знімались бойові сцени.
У 2016 році Джордан з'явився в рекламному ролику компанії Apple з колишнім гравцем НБА Кобі Браянтом, рекламуючи відеогру NBA 2017.
У 2018 році зіграв суперлиходія Еріка Кіллмонгера в супергеройському фільмі «Чорна Пантера». У 2019 році зіграв головну роль у драмі «Судити по совісті», у 2021 році — головну роль у бойовику «Без каяття».
У 2025 році виконав дві головні ролі братів-близнюків у фільмі жахів «Грішники». Режисер Раян Куглер, з яким Джордан працював вже вп'яте, назвав ці ролі найкращими в кар'єрі актора.

## Фільмографія

### Фільми
| Рік  |    | Українська назва                                | Оригінальна назва                      | Роль            |
| ---- | -- | ----------------------------------------------- | -------------------------------------- | --------------- |
| 1999 | ф  | Біле і чорне                                    | Black and White                        | підліток        |
| 2001 | ф  | Хардбол                                         | Hardball                               | Джамал          |
| 2007 | ф  | Помутніння розуму                               | Blackout                               | Сі Джей         |
| 2009 | ф  | Пастор Браун                                    | Pastor Brown                           | Тарік Браун     |
| 2012 | ф  | Червоні Хвости                                  | Red Tails                              | Моріс Вілсон    |
| 2012 | ф  | Хроніка                                         | Chronicle                              | Стів Монтгомері |
| 2012 | ф  | Готель "Нуар"                                   | Hotel Noir                             | Леон            |
| 2012 | ф  | Округ                                           | County                                 | Тревіс          |
| 2013 | ф  | Станція Фрутвейл                                | Fruitvale Station                      | Оскар Грант     |
| 2013 | мф | Ліга справедливості: Парадокс джерела конфлікту | Justice League: The Flashpoint Paradox | Кіборг          |
| 2014 | ф  | Ця незручна мить                                | That Awkward Moment                    | Майкі           |
| 2015 | ф  | Фантастична четвірка                            | The Fantastic Four                     | Джонні Шторм    |
| 2015 | ф  | Крід: Спадок Роккі Бальбоа                      | Creed                                  | Адоніс Крід     |
| 2016 | кф |                                                 | Against The Wall                       | чоловік         |
| 2018 | ф  | Чорна Пантера                                   | Black Panther                          | Ерік Кіллмонгер |
| 2018 | ф  | Рідня                                           | Kin                                    | Чистильник      |
| 2018 | ф  | Крід 2:Спадок Роккі Бальбоа                     | Creed II                               | Адоніс Крід     |
| 2019 | ф  | Судити по совісті                               | Just Mercy                             | Браян Стівенсон |
| 2021 | ф  | Без каяття                                      | Without Remorse                        | Джон Кларк      |
| 2021 | ф  | Космічний джем: Нове покоління                  | Space Jam: A New Legacy                | камео           |
| 2021 | ф  | Щоденник для Джордана                           | A Journal for Jordan                   | Чарльз Кінг     |
| 2022 | ф  | Чорна пантера: Ваканда назавжди                 | Black Panther                          | Ерік Кіллмонгер |
| 2023 | ф  | Крід III                                        | Creed III                              | Адоніс Крід     |
| 2025 | ф  | Грішники                                        | Sinners                                | Смоук / Стек    |

### Телебачення
| Рік       |    | Українська назва                  | Оригінальна назва              | Роль                                              |
| --------- | -- | --------------------------------- | ------------------------------ | ------------------------------------------------- |
| 1999      | с  | Сопрано                           | The Sopranos                   | Райдленд Кід (Епізод: «Down Neck»)                |
| 1999      | с  | Косбі                             | Cosby                          | Майкл (Епізод: «The Vesey Method»)                |
| 2002      | с  | Дроти                             | The Wire                       | Воллес (12 епізодів)                              |
| 2003—2006 | с  | Всі мої діти                      | All My Children                | Реджі Портер Монтгомері (59 епізодів)             |
| 2006      | с  | CSI: Місце злочину                | CSI: Crime Scene Investigation | Моріс (Епізод: «Poppin' Tags»)                    |
| 2006      | с  | Без сліду                         | Without a Trace                | Джессі Люіс (Епізод: «The Calm Before»)           |
| 2007      | с  | Мертва справа                     | Cold Case                      | Майкл Картер (Епізод: «Wunderkind»)               |
| 2009      | с  | Чорна мітка                       | Burn Notice                    | Корі Дженсон (Епізод: «Hot Spot»)                 |
| 2009      | с  | Кістки                            | Bones                          | Перрі Вілсон (Епізод: «The Plain in the Prodigy») |
| 2009      | с  | Асистенти                         | The Assistants                 | Нейт Ворен (13 епізодів)                          |
| 2009—2011 | с  | Вогні нічної п'ятниці             | Friday Night Lights            | Вінс Ховард (26 епізодів)                         |
| 2010      | с  | Закон і порядок: Злочинні наміри  | Law & Order: Criminal Intent   | Денні Форд (Епізод: «Inhumane Society»)           |
| 2010      | с  | Теорія брехні                     | Lie to Me                      | Кей (2 епізоди)                                   |
| 2010—2011 | с  | Батьки                            | Parenthood                     | Алекс (16 епізодів)                               |
| 2012      | с  | Доктор Хаус                       | House                          | Вілл Вествуд (Епізод: «Love Is Blind»)            |
| 2014      | мс | Гетто                             | The Boondocks                  | Красунчик Флізі (Епізод: «Pretty Boy Flizzy»)     |
| 2018      | тф | 451 градус за Фаренгейтом         | Fahrenheit 451                 | Ґай Монтеґ                                        |
| 2019—2021 | мс | Генлок                            | Gen:Lock                       | Джуліан Чейз / Немезида (16 епізодів)             |
| 2021      | мс | Любов, смерть і роботи            | Love, Death & Robots           | Теренс (Епізод: «Life Hutch»)                     |
| 2021      | мс | Що як…?                           | What If...?                    | Ерік Кіллмонгер (2 епізоди)                       |
| 2023      | с  | Суботнього вечора в прямому ефірі | Saturday Night Live            | гість (Епізод: «Michael B. Jordan / Lil Baby»)    |

### Відеоігри
| Рік  |    | Українська назва     | Оригінальна назва    | Роль           |
| ---- | -- | -------------------- | -------------------- | -------------- |
| 2011 | вг | Gears of War 3       | Gears of War 3       | Джейс Страттон |
| 2016 | вг | NBA 2K17             | NBA 2K17             | Джастіс Янг    |
| 2017 | вг | Wilson's Heart       | Wilson's Heart       | Курт Мосбі     |
| 2018 | вг | Creed: Rise to Glory | Creed: Rise to Glory | Адоніс Крід    |

## Нагороди та номінації
| Рік  | Нагорода                                   | Категорія                                                                 | Номінація           | Результат | ref    |
| ---- | ------------------------------------------ | ------------------------------------------------------------------------- | ------------------- | --------- | ------ |
| 2005 | Soap Opera Digest Award                    | Favorite Teen                                                             | All My Children     | Номінація | [ 24 ] |
| 2005 | NAACP Image Award                          | Outstanding Actor in a Daytime Drama Series                               | All My Children     | Номінація | [ 25 ] |
| 2006 | NAACP Image Award                          | Outstanding Actor in a Daytime Drama Series                               | All My Children     | Номінація | [ 26 ] |
| 2007 | NAACP Image Award                          | Outstanding Actor in a Daytime Drama Series                               | All My Children     | Номінація | [ 27 ] |
| 2008 | NAACP Image Award                          | Outstanding Literary Work — Debut Author                                  | «Homeroom Heroes»   | Номінація | [ 28 ] |
| 2011 | EWwy Awards                                | Best Supporting Actor in a Drama                                          | Friday Night Lights | Номінація | [ 29 ] |
| 2013 | Detroit Film Critics Society               | Best Breakthrough                                                         | «Станція Фрутвейл»  | Номінація | [ 30 ] |
| 2013 | Hollywood Film Awards                      | Hollywood Spotlight Award                                                 | «Станція Фрутвейл»  | Перемога  | [ 31 ] |
| 2013 | Gotham Awards                              | Breakthrough Actor                                                        | «Станція Фрутвейл»  | Перемога  | [ 32 ] |
| 2013 | Національна рада кінокритиків США          | Breakthrough Actor                                                        | «Станція Фрутвейл»  | Перемога  | [ 33 ] |
| 2013 | Phoenix Film Critics Society               | Breakthrough Performance on Camera                                        | «Станція Фрутвейл»  | Номінація | [ 34 ] |
| 2013 | Премія «Супутник»                          | Breakthrough Award Performance                                            | «Станція Фрутвейл»  | Перемога  | [ 35 ] |
| 2013 | Santa Barbara International Film Festival  | Virtuoso Award                                                            | «Станція Фрутвейл»  | Перемога  | [ 36 ] |
| 2013 | St. Louis Gateway Film Critics Association | Best Actor                                                                | «Станція Фрутвейл»  | Номінація | [ 37 ] |
| 2014 | Independent Spirit Awards                  | Best Male Lead                                                            | «Станція Фрутвейл»  | Номінація | [ 38 ] |
| 2014 | Black Reel Awards                          | Outstanding Actor                                                         | «Станція Фрутвейл»  | Номінація | [ 39 ] |
| 2014 | NAACP Image Award                          | Outstanding Actor in a Motion Picture                                     | «Станція Фрутвейл»  | Номінація | [ 40 ] |
| 2015 | Golden Raspberry Awards                    | Worst Screen Combo (спільно з Kate Mara, Майлзом Теллером, та Jamie Bell) | Fantastic Four      | Номінація |        |
| 2015 | African-American Film Critics Association  | Breakout Performance                                                      | Creed               | Перемога  |        |
| 2015 | Boston Online Film Critics Association     | Best Actor                                                                | Creed               | Перемога  |        |
| 2015 | Online Film Critics Society                | Best Actor                                                                | Creed               | Номінація |        |
| 2015 | Austin Film Critics Association            | Best Actor                                                                | Creed               | Номінація | [ 41 ] |
| 2015 | Las Vegas Film Critics Society             | Best Actor                                                                | Creed               | Номінація |        |
| 2015 | NAACP Image Awards                         | Outstanding Actor in a Motion Picture                                     | Creed               | Перемога  |        |
| 2015 | Black Reel Awards                          | Best Actor                                                                | Creed               | Перемога  |        |
| 2015 | National Society of Film Critics           | Best Actor                                                                | Creed               | Перемога  |        |
| 2015 | Empire Awards                              | Best Actor                                                                | Creed               | Номінація | [ 42 ] |
| 2015 | MTV Movie Awards                           | Best Male Performance                                                     | Creed               | Номінація | [ 43 ] |
| 2016 | Teen Choice Awards                         | Choice Movie Actor: Action                                                | Creed               | Номінація |        |